# Emily Wickersham
Emily Wickersham (Kansas, 26 de abril de 1984) é uma atriz estadunidense, conhecida por seu papel de Agente Especial (Eleanor Bishop), na série NCIS.

## Carreira
Em 2013, após a partida da a atriz Cote de Pablo no elenco da série NCIS, Emily interpretou a Analista da NSA Eleanor "Ellie" Bishop em três episódios na série NCIS, comecando no dia 19 de  Novembro de 2013. Ela tinha sido promovida na série como regular. Após o término da 18ª temporada de 'NCIS', Wickersham confirmou sua saída da série após 8 temporadas.  
Ela também apareceu no filme Gone e fez um número de personagens convidadas na televisão.

## Vida Pessoal
Ela é de ascendência austríaca e sueca (Varmlândia) , nasceu em Kansas mas cresceu em Mamaroneck, Nova Iorque. Ela casou-se com o músico Blake Hanley no dia 23 de Novembro de 2010, em Little Palm Island na Florida Keys. Eles se divorciaram em Dezembro de 2018.
Em 30 de Julho de 2021 Emily Wickersham comunicou, em sua conta no Instagram, estar esperando um filho de seu relacionamento com o ator James Badge Dale. Seu filho, Cassius Wickersham Dale, nasceu em 30 de Dezembro de 2021.

## Filmografia

### Filmes
| Ano  | Filme                  | Personagem    |
| ---- | ---------------------- | ------------- |
| 2007 | "Gardener of Eden"     | Kate          |
| 2009 | "How I Got Lost"       | Taylor        |
| 2010 | Lembranças             | Miami Blonde  |
| 2011 | Eu Sou o Número Quatro | Nicole        |
| 2012 | 12 Horas               | Molly Parrish |
| 2015 | "Glitch"               | Vanessa       |

### Televisão
| Ano       | Série                             | Personagem         |
| --------- | --------------------------------- | ------------------ |
| 2006      | Late Night with David Letterman   | Jules              |
| 2006      | Parco P.I.                        | Grace Carr         |
| 2006-2007 | Família Soprano                   | Rhiannon Flammer   |
| 2007      | The Bronx Is Burning              | Suzy Steinbrenner  |
| 2007      | The Gamekillers                   | The Girl           |
| 2007      | Mitch Albom's for One More Day    | Maria Benetto Lang |
| 2009      | Taking Chance                     | Kelley Phelps      |
| 2009      | 'Law & Order: Crimes Premeditados | Ceci Madison       |
| 2009      | Bored to Death                    | Emily              |
| 2009      | Trauma                            | Jessica            |
| 2011      | Gossip Girl: A Garota do Blog     | Leading Lady       |
| 2013      | A Ponte                           | Kate Millwright    |
| 2013-2021 | NCIS                              | Ellie Bishop       |
| 2016      | NCIS: New Orleans                 | Ellie Bishop       |